# Flo Ankah

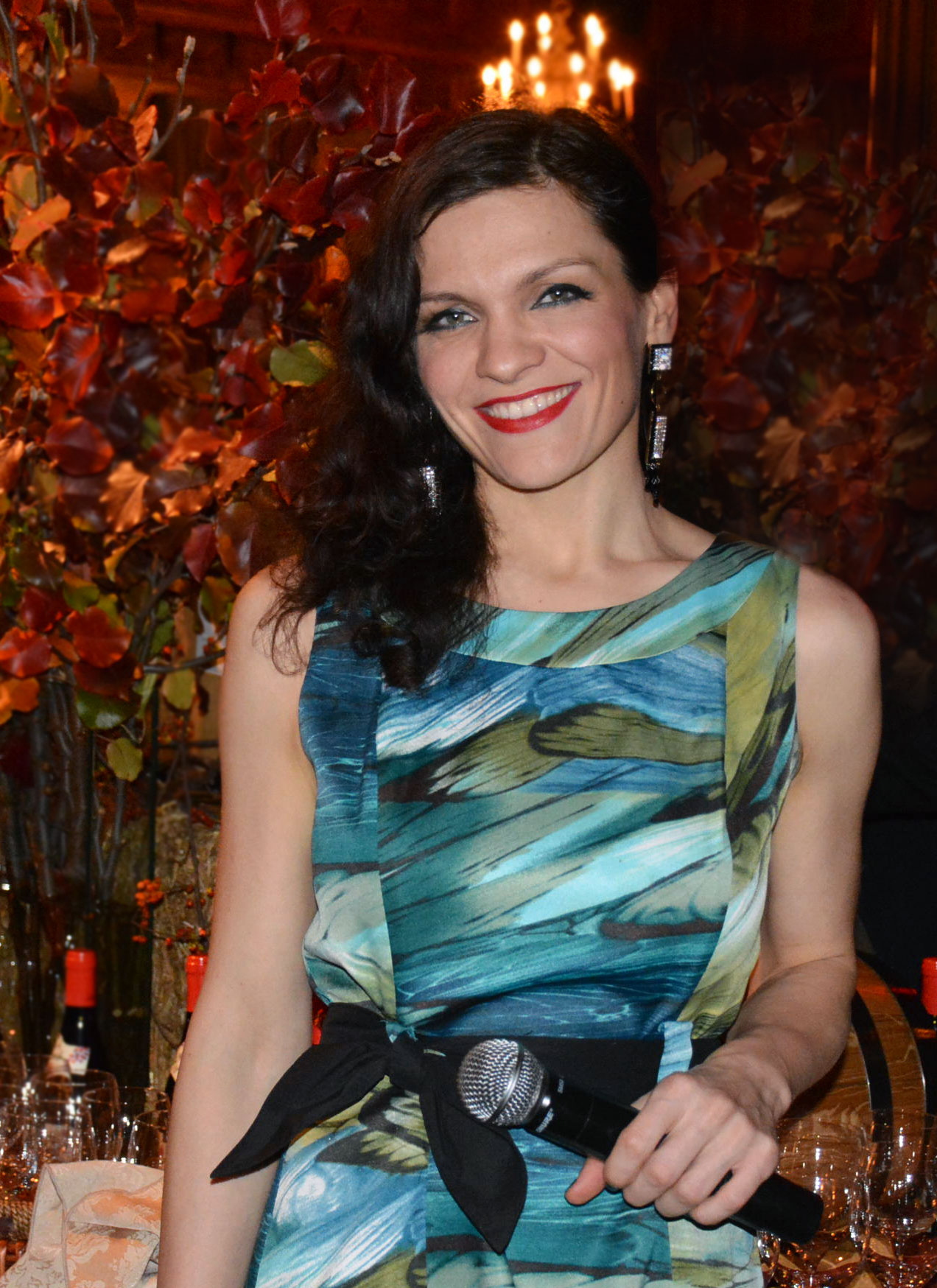
Flo Ankah, 2014

Flo Ankah (* 5. Februar 1983 in Bourgoin-Jallieu als Florence Annequin) ist eine französische Schauspielerin und Filmemacherin. Als Chanteuse tritt sie unter dem Pseudonym Floanne auf. In Frankreich geboren und aufgewachsen, lebt sie seit 2000 in New York City. Ankah ist Gründerin von SIMPLE Production, einer Organisation zur Förderung junger Künstler aus verschiedenen Kulturen.

## Leben
Floanne wuchs auf einem Bauernhof in Châbons im Departement Isère zusammen mit zwei Geschwistern auf. Sie machte ihren Abschluss am Merce Cunningham Dance Studio und der Upright Citizens Brigade Theatre for improvisation comedy. Es folgten Weiterbildungen in Schauspiel am HB Studio und der School for Film and Television, an der Alvin Ailey Schule. In New York arbeitete sie zunächst als Assistentin von Jerry Schatzberg, des Sängers Frank Simms und der Bildhauerin Elizabeth de Cuevas sowie von Frances Kazan, dem sie beim Ordnen des Archivs von Elia Kazan half.

### Schauspiel
Flo Ankah arbeitete in der Produktionscrew bei verschiedenen Kino- und Fernsehfilmen mit (z. B. Then She Found Me, Liebe, Lüge, Leidenschaft) und Theater (The Hunchback of Notre Dame, Julius Caesar), wie am Public Theater. Des Weiteren gab sie Lesungen mit Theatergrößen wie Israel Horovitz und arbeitete als Sängerin für Spielfilme (The Limits of Control, What Just Happened) und Werbespots. Die Webserie Life with Flow handelt von ihrer Arbeit von Kurzfilm-Kollaborationen. Floanne spielt Rollen im Magnet Theater und dem Upright Citizens Brigade Theatre.

### Gesang
Sie ist Chanteuse und Songschreiberin. Ihr Repertoire umfasst französischen Chanson, amerikanische klassische Musik und eigene Songs. Sie präsentiert ihre Solo-Nachtclub-Shows, Floin’ to America und Edith Piaf Alive mit Regisseurin Isengart und Lina Koutrakos in Nachtclubs wie Joe’s Pub, The Metropolitan Room, The Triad Theater, The Harmonie Club, Symphony Space und dem New York Botanical Garden. Ihre Interpretationen von Michelle von den Beatles ist auf der 75sten Ausgabe The Beatles Complete on ukulele. Sie spielt im Broadway-style Musical Loving the Silent Tears, geleitet von Vincent Paterson, an der Seite von Jody Watley, Jon Secada, Liz Callaway, Debbie Gravitte, Kiril Kulish, Mark Janicello and Patti Cohenour. Floanne trainiert ihre Stimme coloratura soprano mit April Evans.

### Tanz
Ankahs Choreografien verschmelzen Yoga-Übungen, organische Bewegungen, sowie die menschlichen Stimme als Musikinstrument. Ihre Kreationen sind kollaborativ und bestehen oftmals aus Videoprojektionen und soundscapes. Sie präsentierte ihre Arbeiten unter anderem in der Reihe einer Bewegungsforschung an der Judson Church, the Merce Cunningham Studio, Abrons Arts Center, Dance New Amsterdam und HERE Arts Center, und trat auf mit Künstlern wie Mina Nishimura, Nina Morrison, Meredith Monk (im Solomon R. Guggenheim Museum), John Duncan, Michou Szabo und Noémie Lafrance (im McCarren Park Pool).

### Film
Ankah verbindet die Sparten Tanz/Performance und Film und dreht Experimentalfilme. Ihr Film ONE WAY wurde 2008 beim Big Apple Film Festival mit dem Preis Best Experimental Film ausgezeichnet. Ihr Film Waterfront Access? gewann 2010 den Golden Reel Award in der Sparte Best Dance Film beim Tiburon International Film Festival, aus dem eine neue Zusammenarbeit mit dem Künstler Joe Zolkowski hervorging. Derzeit arbeitet sie an einer Dokumentation mit dem Titel Le Maréchal et l’Astragale über ihren Vater und seinen Bauernhof in Südost-Frankreich.

## Bühnenauftritte
| Jahr                          | Titel                   | Rolle                 | Theater                        | Bemerkung                        |
| ----------------------------- | ----------------------- | --------------------- | ------------------------------ | -------------------------------- |
| 27. Oktober 2012              | Loving the Silent Tears | Französische Sängerin | Shrine Auditorium, Los Angeles | Broadway-scale Musical           |
| 28. Juli 2012 & 24. März 2013 | Edith Piaf Alive        | Solo Performance      | Joe’s Pub, New York City       | Off-Broadway Debüt (ausverkauft) |
| 16. Juni 2012                 | Water Lily Concerts     | Solo Performance      | New York Botanical Garden      | Monet Evenings (ausverkauft)     |